# Robert Raymer
 (janvier 2012).
Robert Raymer, né le 3 août 1956 à Grove City, dans l'État de Pennsylvanie, est un écrivain américain résidant actuellement à Kuching, en Malaisie. Diplômé de l'université Miami d'Oxford, en Ohio, il fait ses premières armes dans le monde des affaires, avant d'émigrer en 1981 à Penang, en Malaisie, et de se reconvertir en professeur d'écriture créative. Il y réside 21 ans et enseigne à la Universiti Sains Malaysia. De son expérience locale, il tire un premier recueil de nouvelles, paru en français sous le titre de Trois Autres Malaisie (Gope, 2011). Divorcé de sa première femme malaise, il décide de rester en Malaisie et rencontre sa deuxième épouse, une dayak de l'ethnie Bidayuh du Sarawak. Ils s'installent ensemble à Kuching, où il enseigne désormais à la Universiti Malaysia Sarawak. Il a depuis signé un autre recueil de nouvelles - Tropical Affairs (MPH, 2010) - et un beau-livre de voyage consacré à la Malaisie, Spirit of Malaysia (Éditions Didier Millet, 2011), non encore traduits en français. Robert Raymer a été nommé parmi « les 50 expatriés à connaître » par le quotidien malaisien The Star.

## Trois autres Malaisie
Trois autres Malaisie (titre original : Lovers and Strangers Revisited) est un recueil de 14 nouvelles prenant pour décor la Malaisie. Inspiré tour à tour par les communautés malaise, chinoise et indienne qui forment les trois principaux groupes ethniques du pays, ce recueil est l'un des rares ouvrages traduits en français à traiter de la Malaisie actuelle. En Malaisie, il a remporté le Prix des Lecteurs du quotidien The Star en 2009.

## Liens
- Site Internet de Robert Raymer
- Site Internet du recueil Trois Autres Malaisie
- Writer from the cold (L'écrivain qui venait du froid) - Robert Raymer dans le magazine Time Out KL
- Interview de Robert Raymer sur Life & Style Malaysia
- Interview de Robert Raymer sur Creative Writing Now